# Marisol
Josefa Flores González (Málaga, 4 de febrero de 1948), conocida artísticamente como Marisol o Pepa Flores, es una actriz y cantante española.
Como niña prodigio, tuvo un gran éxito en la década de los sesenta en España. El estreno de su primera película Un rayo de luz en 1960 la convirtió en una figura paradigmática y un fenómeno social. A partir de este éxito, se puso en marcha un plataforma publicitaria y de promoción comercial poco habitual en esos años en España que comprendía películas, discos, tebeos, recortables, cuadernos, cromos, banderines, revistas infantiles y hasta una muñeca con su nombre y a la vez una gran cantidad de actos públicos y giras por todo el mundo. En edad adulta realizó algunos trabajos con directores de prestigio como Carlos Saura o Mario Camus. En 1985 optó por una vida más discreta y alejada de los medios de comunicación.

## Trayectoria artística

### Orígenes y primeros pasos
Nació el 4 de febrero de 1948, en el número 10 de la calle Refino, en un corralón típico malagueño en el que convivían más de cincuenta familias. Hija mediana de Juan Flores Montoro (f. 1999) y de María Cayetana González Moriana (f. 2018), pertenecía a una familia muy humilde. Ya desde pequeña destacaba por su enorme afición por el cante y el baile flamenco. Sus hermanos son María Victoria y Enrique. A temprana edad se unió a la organización «Coros y Danzas» de la Sección Femenina de Falange.

### Primeras películas, años 1960

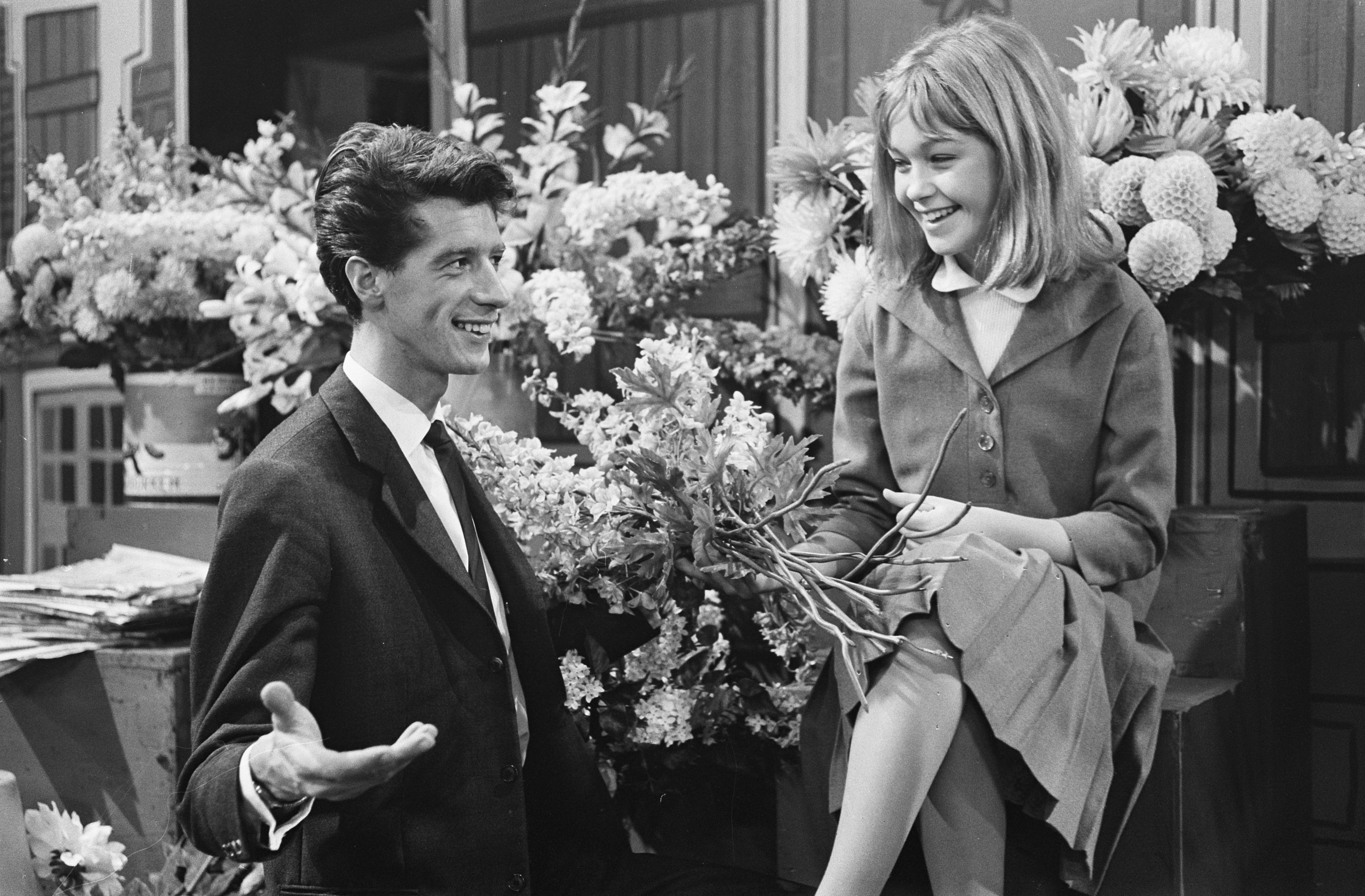
Marisol, en 1962, en el programa de televisión neerlandés Rudy Carrellshow.

En 1959 fue descubierta por el productor Manuel Goyanes, en un viaje a Madrid con su grupo de Coros y Danzas. En 1961 participó en El Show de Ed Sullivan de la televisión norteamericana, y en 1965 rodó Cabriola bajo dirección del famoso actor Mel Ferrer, esposo de Audrey Hepburn. Esta película se estrenó en Estados Unidos con el título Everyday Is A Holiday.
El director de cine Luis Lucia Mingarro la dirigió en las películas Un rayo de luz, Ha llegado un ángel, Tómbola, Las cuatro bodas de Marisol y Solos los dos.
Tenía largas jornadas de trabajo haciendo películas, anuncios, giras, por lo que disfrutaba de poco tiempo libre. A la edad de 15 años le diagnosticaron una úlcera en el estómago, la cual fue causada por el estrés y el duro trabajo al que era sometida. Se cuenta que con esa edad ya deseaba abandonar el mundo del cine. Un artículo publicado en febrero de 1965 refleja que esta situación ya era conocida públicamente, incluyendo un significativo subtítulo: Marisol está triste ¿qué tiene Marisol?.
En 1966 actuó como madrina en la boda de su hermana con Félix Gancedo, celebrada en la Catedral de Málaga.
El 16 de mayo de 1969, contrajo matrimonio con Carlos Goyanes Perojo en la iglesia de San Agustín, de quien se separó a mediados de 1972, entre otras causas disgustada por la marcha de su carrera. Pocos meses después la prensa se hizo eco de los problemas de su marido con las drogas. Carlos era hijo de su productor y apoderado, de quien también se desligó.

### Años 1970 y 80
A medida que se hizo adulta, Marisol diversificó sus trabajos. En 1972, representó a España en el primer Festival OTI de la Canción con el tema «Niña», de Manuel Alejandro, en el que obtuvo el tercer premio.
Junto a Jean Seberg rodó una película de terror, La corrupción de Chris Miller (1972), dirigida por Juan Antonio Bardem, y al año siguiente presentó su última película musical, La chica del Molino Rojo, con Mel Ferrer como coprotagonista, y Bárbara Rey, Mirta Miller y Silvia Tortosa.
En 1973 se unió sentimentalmente al bailarín Antonio Gades (de nombre Antonio Esteve Ródenas), con quien contrajo matrimonio civil en Cuba el 5 de octubre de 1982, actuando como padrinos Fidel Castro y Alicia Alonso, y de quien se divorció en 1986.
En 1975, participó en la primera huelga de actores españoles que reivindicaba la reducción de la jornada laboral para los intérpretes teatrales. Un año más tarde fue publicada desnuda sin su consentimiento en un reportaje gráfico en la revista Interviú, utilizando unas fotografías tomadas por César Lucas seis años antes, que en cierta manera supuso una ruptura simbólica con su pasado de estrella infantil y causó gran sensación social. Como muestra del impacto social de su imagen en la portada de este semanario, la tirada subió desde 100 000 ejemplares en los que se movía la publicación hasta el medio millón y en octubre de 2018 cuando la publicación sacó su último número especial de despedida, recuperó para su portada el emblemático desnudo de Pepa Flores de 1976.
Obtuvo el premio a la mejor actriz en el Festival Internacional de Cine de Karlovy Vary con Los días del pasado (1978), de Mario Camus, con Antonio Gades como compañero de reparto, en el que fue su último trabajo acreditada como Marisol. Poco después, decidió cambiar su nombre artístico por su nombre real, Pepa Flores, que usaría durante el resto de su carrera.
Sus últimas películas fueron Bodas de sangre (1981) y Carmen (1983), ambas del director aragonés Carlos Saura, y Caso cerrado (1985), de Juan Caño. Asimismo, en 1984 interpretó el papel de Mariana Pineda en la serie de TVE Proceso a Mariana Pineda, dirigida por Rafael Moreno Alba.

### Vida privada
Pepa Flores fue militante del Partido Comunista de España y posteriormente del Partido Comunista de los Pueblos de España. Como tal, se caracterizó por su defensa pública de los ideales del marxismo, su participación en las movilizaciones contra la OTAN y su solidaridad activa con la revolución cubana, llegando a donar el dinero de las placas conmemorativas de oro que le otorgó Francisco Franco en su niñez a los partidos comunistas. Al divorciarse de su segundo marido, el bailarín Antonio Gades, en 1986, se desvinculó de todo partido político.
La mayor de sus hijas, María Esteve (1974), es actriz, la segunda, Tamara Esteve (1976), es psicóloga y trabaja desde 2011 como coordinadora provincial en Málaga en la Fundación Secretariado Gitano y la menor, Celia Flores (1981), es cantante. Su madre compuso uno de los temas de su primer disco, Tangos de Granada.
Pepa Flores fijó su residencia entre su ático de La Malagueta, Málaga (puesto a la venta en 2025), y su finca de Moclinejo (provincia de Málaga), y está retirada de la vida pública desde 1985. De su hija Celia tiene un nieto, Curro, fruto de su relación con el guitarrista Manuel Chacón (Manuel de la Curra), y de su hija mediana Tamara, una nieta, Alejandra. En una entrevista con motivo de una biografía que finalmente no vio la luz, denunció haber sufrido abusos desde niña.
En 2020 recibió el Goya de Honor 2020 de la Academia de cine español celebrado en Málaga. El galardón lo recogieron sus tres hijas en su nombre.
En marzo de 2023 el Ayuntamiento de Málaga colocó una placa en el lugar donde nació la artista, en el número 10 de la calle Refino de la capital malagueña. En septiembre de ese año fallece Massimo Stecchini, su pareja durante más de 30 años.

## Filmografía

### Etapa infantil
- Un rayo de luz (1960)... Marisol D'Angelo
- Ha llegado un ángel (1961)... Marisol Gallardo
- Tómbola / Los enredos de Marisol (1962)... Marisol

### Etapa adolescente
- Marisol rumbo a Río (1963)... Marisol / Mariluz
- La nueva Cenicienta (1964)... Marisol Echerry
- La historia de Bienvenido (1964)... Marisol
- Búsqueme a esa chica / Los novios de Marisol (1964)... Marisol
- Cabriola (1965)... Chica
- Las cuatro bodas de Marisol (1967)... Marisol Collado
- Solos los dos (1968)... Marisol

### Etapa adulta
- Carola de día, Carola de noche (1969)... Carola Jungbunzlav
- El taxi de los conflictos (1969)... Ella misma / Patricia
- Urtain, el rey de la selva... o así (1969)
- La corrupción de Chris Miller (1972)... Chris Miller
- La chica del Molino Rojo (1973)... María Marcos
- El poder del deseo (1975)... Juna (Justina) / Catalina
- Los días del pasado (1978)... Juana
- Bodas de sangre (1981)... Marisol
- Carmen (1983) (acreditada como Pepa Flores)
- Caso cerrado (1985) (acreditada como Pepa Flores)... Isabel

## Televisión

### Especiales de televisión
- 360º en torno a Marisol (1972)
- Festival OTI de la Canción (1972)
- Qué pasó con... Marisol (Telemadrid, Canal Sur) (1994)
- Las edades de Pepa Flores (Vía Digital, Canal Nostalgia)
- Hormigas blancas (Telecinco) (2007)
- ¿Por qué Pepa Flores mató a Marisol? (Antena 3) (2007)
- ¿Dónde está Marisol? (Telecinco) (especial presentado por María Teresa Campos) (2009)
- Un ángel llamado Marisol (Somos)
- Marisol (Telecinco) (especial presentado por María Teresa Campos) (2010)

### Miniseries
- Proceso a Mariana Pineda (noviembre-diciembre de 1984) (acreditada como Pepa Flores) (5 capítulos)... Mariana Pineda
- Marisol, la película (marzo de 2009, Antena 3). Miniserie de dos capítulos, emitidos en los días 23 y 24 de marzo respectivamente, en los cuales se cuenta la vida de Marisol desde sus comienzos hasta su separación de Carlos Goyanes.

### Presentaciones en televisión
- El show de Ed Sullivan (Nueva York, Estados Unidos) (23 de abril de 1961)
- Programa Sábado 64 (31 de julio de 1965)
- Programa Noche del sábado (2 de octubre de 1965)
- Programa Gran Premio (9 de octubre de 1966)
- Programa Galas del sábado (octubre de 1968)
- Programa Galas del sábado (17 de mayo de 1969)
- Programa Galas del sábado (diciembre de 1969)
- Programa Galas del sábado (7 de junio de 1970)

## Documentales
- Marisol, llámame Pepa (2024). Dirigido por Blanca Torres. [27]Nominada al Premio Goya Mejor Película Documental 2025. [28] Premio Forqué Mejor Largometraje Documental 2024. [29]Premio Dragón de Oro a Mejor Documental y el Dragón de Plata Mejor Dirección, en el Saraqusta Film Festival 2024, de Zaragoza.  [30]

## Premios
- 1972: 3.er premio OTI por su canción «Niña»
- 1978: Premio Mejor Actriz del Festival Internacional de Cine de Karlovy Vary por la película Los días del pasado de Mario Camus
- 1984: Fotogramas de Plata a la Mejor Actriz de Televisión por Proceso a Mariana Pineda (nominación)
- 2000: Malagueña del siglo XXI
- 2003: Calle Pepa Flores (Málaga)
- 2016: Medalla de Honor del Círculo de Escritores Cinematográficos.[31]
- 2018: Hija Predilecta de Málaga
- 2018: Medalla de la Ciudad de Málaga
- 2019: Premio Goya de Honor 2020[23]

## Discografía
Discográficamente realizó una larga carrera que abarca desde 1960 a 1983
En 1960 y 1962 grabó para Montilla, y en 1963 el sello Zafiro se hizo con los derechos de todas esas grabaciones y de su contrato, que mantuvo vigente hasta 1983.
Ha cantado temas de Joan Manuel Serrat, Augusto Algueró, Juan Pardo, Los Brincos, Manuel Alejandro, García Lorca y Luis Eduardo Aute, entre otros muchos, siendo su mayor éxito el LP Háblame del mar, marinero, editado en 1976.
Entre sus canciones más célebres se encuentran:
- «Paso firme» (1960 en Un rayo de luz)
- «Santa Lucía» (1960 en Un rayo de luz)
- «Nana italiana» (1960 en Un rayo de luz)
- «Corre, corre caballito» (1960 en Un rayo de luz)
- «Adiós al colegio» (1960 en Un rayo de luz)
- «Estando contigo» (1961 en Ha llegado un ángel)
- «Bulerías» (1961 en Ha llegado un ángel)
- «Ola, ola, ola» (1961 en Ha llegado un ángel)
- «Tómbola» (1962 tema principal de la película Tómbola)
- «Los duros de Cádiz» (1962 en Tómbola)
- «Chiquitina» (1962 en Tómbola)
- «Lobo, lobito» (1962 en Tómbola)
- «Una nueva melodía» (1962 en Tómbola)
- «Tony» (1963 en Marisol rumbo a Río)
- «Muchachita» (1963 en Marisol rumbo a Río)
- «Bossa nova junto a ti» (1963 en Marisol rumbo a Río)
- «Anda jaleo» (1964 en La nueva Cenicienta)
- «La máscara» (1964 en La nueva Cenicienta)
- «Me conformo» (1964 en La nueva Cenicienta)
- «La luna y el toro» (1964-65 en Búsqueme a esa chica)
- «Typical Spanish» (1964-65 en Búsqueme a esa chica)
- «Sólo a ti» (1964-65 en Búsqueme a esa chica)
- «Cabriola» (1966 en Cabriola)
- «Tiene la Tarara» (1967 en Las cuatro bodas de Marisol)
- «La nieve» (1968 en Solos los dos)
- «La boda» (1968 en Solos los dos)
- «Corazón contento» (1968)
- «Tu nombre me sabe a hierba» (1968)
- «Mami Panchita» (1970)
- «Niña» (Festival OTI de la Canción en 1972)
- «Aquel verano» (1972)